# Ronald Bass
Ronald Jay „Ron“ Bass (* 26. März 1942 in Los Angeles, Kalifornien) ist ein US-amerikanischer Filmproduzent sowie mehrfach ausgezeichneter Drehbuchautor.

## Biografie
Bass begann Mitte der 1980er Jahre als Drehbuchautor bei Filmproduktionen und war erstmals bei Codename: Emerald (1985), einem nach seinem Roman The Emerald Illusion entstandenen Film von Jonathan Sanger, beteiligt.
Seinen ersten großen Erfolg als Drehbuchautor hatte er mit Rain Man (1988) von Barry Levinson, für den er gemeinsam mit Barry Morrow bei der Oscarverleihung 1989 den Oscar für das beste Originaldrehbuch erhielt. Daneben war er und Morrow für den British Academy Film Award (BAFTA Award) für das beste Originaldrehbuch (1990), den Golden Globe Award für das beste Filmdrehbuch (1989) sowie den Preis der Writers Guild of America (WGA Award) für das beste Originaldrehbuch (1989) nominiert.
Für das Drehbuch zu Töchter des Himmels (1993) von Wayne Wang war er gemeinsam mit Amy Tan, der Roman als Grundlage diente, 1995 für den BAFTA Award für das beste adaptierte Drehbuch nominiert. Weitere Nominierung für ihn und Amy Tan waren der USC Scripter Award (1994) sowie der WGA Award für das beste adaptierte Drehbuch (1994).
Bass, der bei den Internationalen Filmfestspielen von Venedig 1997 Mitglied der Jury war, wurde außerdem mit dem ShoWest Award als Drehbuchautor des Jahres 1998 ausgezeichnet und erhielt darüber hinaus für seine herausragenden Leistungen im Drehbuchschreiben den Preis des Hollywood Film Festivals 2003 sowie den Preis des Ojai Film Festivals 2003 für sein Lebenswerk.
Weitere bekannte Filme mit von ihm verfassten Drehbüchern waren Der steinerne Garten (1987) von Francis Ford Coppola, Die schwarze Witwe (1987) von Bob Rafelson, Der Feind in meinem Bett (1991) von Joseph Ruben, When a Man Loves a Woman – Eine fast perfekte Liebe (1994) von Luis Mandoki, Warten auf Mr. Right (1995) von Forest Whitaker, Dangerous Minds – Wilde Gedanken (1995) von John N. Smith, Die Hochzeit meines besten Freundes (1997) von P. J. Hogan, Hinter dem Horizont (1998) von Vincent Ward, Verlockende Falle (1999) von Jon Amiel, Schnee, der auf Zedern fällt (1999) von Scott Hicks, Tiefe der Sehnsucht (2000) von Alain Berliner und Mozart und der Wal (2005) von Petter Næss.
Bei einigen dieser Filme war er auch als Produzent tätig und war gemeinsam mit Jerry Zucker bei den Satellite Awards 1997 mit Die Hochzeit meines besten Freundes in der Kategorie Bester Film (Komödie/Musical) nominiert.
Bass, der als einer der produktivsten Drehbuchautoren Hollywoods einen Stab von Mitarbeitern beschäftigt, erhielt von der Filmproduktionsgesellschaft Carolco Pictures allein für die Adaption des Thrillers Manhattan Ghost Story von T. M. Wright ein Honorar von zwei Millionen US-Dollar. Zu seinen bisher nicht verfilmten Drehbüchern gehören die Adaptionen von The Shipping News, Memoirs of a Geisha und The Diving Bell and the Butterfly.

## Filmografie (Auswahl)
- 1985: Codename: Emerald (Code Name: Emerald)
- 1987: Die schwarze Witwe (Black Widow)
- 1987: Der steinerne Garten (Gardens of Stone)
- 1988: Rain Man
- 1991: Der Feind in meinem Bett (Sleeping with the Enemy)
- 1993: Töchter des Himmels (The Joy Luck Club)
- 1994: Der Feind in den eigenen Reihen (The Enemy Within)
- 1994: Der Ruf des Todes (Reunion)
- 1994: When a Man Loves a Woman – Eine fast perfekte Liebe (When a Man Loves a Woman)
- 1995: Dangerous Minds – Wilde Gedanken (Dangerous Minds)
- 1995: Warten auf Mr. Right (Waiting to Exhale)
- 1997: Die Hochzeit meines besten Freundes (My Best Friend’s Wedding)
- 1998: Stella’s Groove – Männer sind die halbe Miete (How Stella Got Her Groove Back)
- 1998: Hinter dem Horizont (What Dreams May Come)
- 1998: Seite an Seite (Stepmom)
- 1999: Skrupellos gehandelt – Babies gegen Bares (Border Line)
- 1999: Swing Vote – Die entscheidende Stimme (Swing Vote)
- 1999: Verlockende Falle (Entrapment)
- 1999: Schnee, der auf Zedern fällt (Snow Falling on Cedars)
- 2000: Tiefe der Sehnsucht (Passion of Mind)
- 2005: Mozart und der Wal (Mozart and the Whale)
- 2009: Amelia
- 2011: Der Seidenfächer (Snow Flower and the Secret Fan)
- 2013: Space Warriors – Das verrückte Weltraumcamp (Space Warriors)
- 2014: Before We Go